# Campo spinoriale
In matematica e fisica, assegnata una struttura di spin su una varietà riemanniana (M, g) n-dimensionale ed orientabile, un campo spinoriale è una sezione del fibrato spinoriale S. Un fibrato spinoriale è un fibrato vettoriale complesso {\displaystyle \pi _{\mathbf {S} }:{\mathbf {S} }\to M\,} associato al fibrato principale {\displaystyle \pi _{\mathbf {P} }:{\mathbf {P} }\to M\,} dei riferimenti spinoriali su M attraverso una rappresentazione del suo gruppo di struttura Spin(n) sullo spazio degli spinori Δn.

## Definizione formale
Sia assegnata una struttura di spin (P, FP) su una varietà riemanniana (M, g) cioè, un rivestimento equivariante del fibrato dei riferimenti ortonormali orientati {\displaystyle \mathrm {F} _{SO}(M)\to M} associato al rivestimento a due fogli {\displaystyle \rho :{\mathrm {Spin} }(n)\to {\mathrm {SO} }(n)\,.}
In geometria differenziale, è consuetudine definire il fibrato  spinoriale {\displaystyle \pi _{\mathbf {S} }:{\mathbf {S} }\to M\,} come il fibrato vettoriale complesso
{\displaystyle {\mathbf {S} }={\mathbf {P} }\times _{\kappa }\Delta _{n}\,}
associato alla struttura di spin P via la rappresentazione {\displaystyle \kappa :{\mathrm {Spin} }(n)\to {\mathrm {U} }(\Delta _{n}),\,} dove U(W) denota il gruppo degli operatori unitari che agisce su uno spazio di Hilbert W.
Un campo spinoriale è, per definizione, una sezione del fibrato spinorale S, i.e., una funzione differenziabile {\displaystyle \psi :M\to {\mathbf {S} }\,} tale che {\displaystyle \pi _{\mathbf {S} }\circ \psi :M\to M\,} sia la funzione identità idM di M.